# Eucyclops ohtakai
Eucyclops ohtakai – gatunek widłonoga z rodziny Cyclopidae, nazwa naukowa gatunku została po raz pierwszy opublikowana w 2000 roku przez japońskiego biologa Teruo Ishidę. 